# Aurel Puiu
Aurel Puiu (n. 18 mai 1953) este un  fost deputat român în legislatura 1990-1992, ales în județul Teleorman pe listele partidului FSN. Aurel Puiu a demisionat din Camera Deputaților pe data de 19 iulie 1991. 
La 29 iulie 1991 Adunarea Deputaților a luat act de cererea de demisie prezentată de domnul Aurel Puiu, deputat în circumscripția electorală nr. 35 Teleorman, aparținând Grupului parlamentar al Frontului Salvării Naționale, și a declarat vacant locul de deputat deținut de acesta.
Până în anul 2009, Aurel Puiu a fost, șeful Direcției Finanțelor Publice Teleorman. El a fost sprijinit în această funcție de președintele Consiliului Județean, Liviu Dragnea. Din 2009, Aurel Puiu a fost numit la conducerea Gărzii Financiare.
La alegerile din 2012, conducerea Biroului Electoral Județean Teleorman a decis să-i respingă candidatura lui Aurel Puiu, fost director al Gărzii Financiare Teleorman, pe motiv că „lista de susținători prezentată se găsește doar într-un singur exemplar original”.
În noiembrie 2017, Comisarul șef Puiu Aurel, fost șef al Gărzii Financiare Teleorman, a fost numit în funcția de inspector general adjunct la Direcția Regională Antifraudă 3 – Alexandria. Totodată, ANAF a fost obligată să-i achite câteva miliarde de lei vechi, reprezentând drepturile salariale, începând cu 31.10.2013 și până la reluarea activității, după ce magistrații de la Curtea de Apel București au respins, ca nefondat, recursul Agenției Naționale de Administrare Fiscală București și au menținut soluția dată la începutul anului de către Tribunalul Teleorman.